# عزیزآباد (ری)
عزیزآباد (ری)، روستایی از توابع بخش فشاپویه شهرستان ری در استان تهران ایران است.

## جمعیت
این روستا در دهستان حسن‌آباد قرار دارد و براساس سرشماری مرکز آمار ایران در سال ۱۳۸۵، جمعیت آن ۹ نفر (۴خانوار) بوده‌است.